# Lembah Sari (Batu Layar)
Lembah Sari is een bestuurslaag in het regentschap West-Lombok van de provincie West-Nusa Tenggara, Indonesië. Lembah Sari telt 6520 inwoners (volkstelling 2010).